# Fălciu
Fălciu là một xã thuộc hạt Vaslui, România. Dân số thời điểm năm 2002 là 6210 người.